# Jenny Offill
Jenny Offill (geboren 1968 in Massachusetts) ist eine US-amerikanische Schriftstellerin.

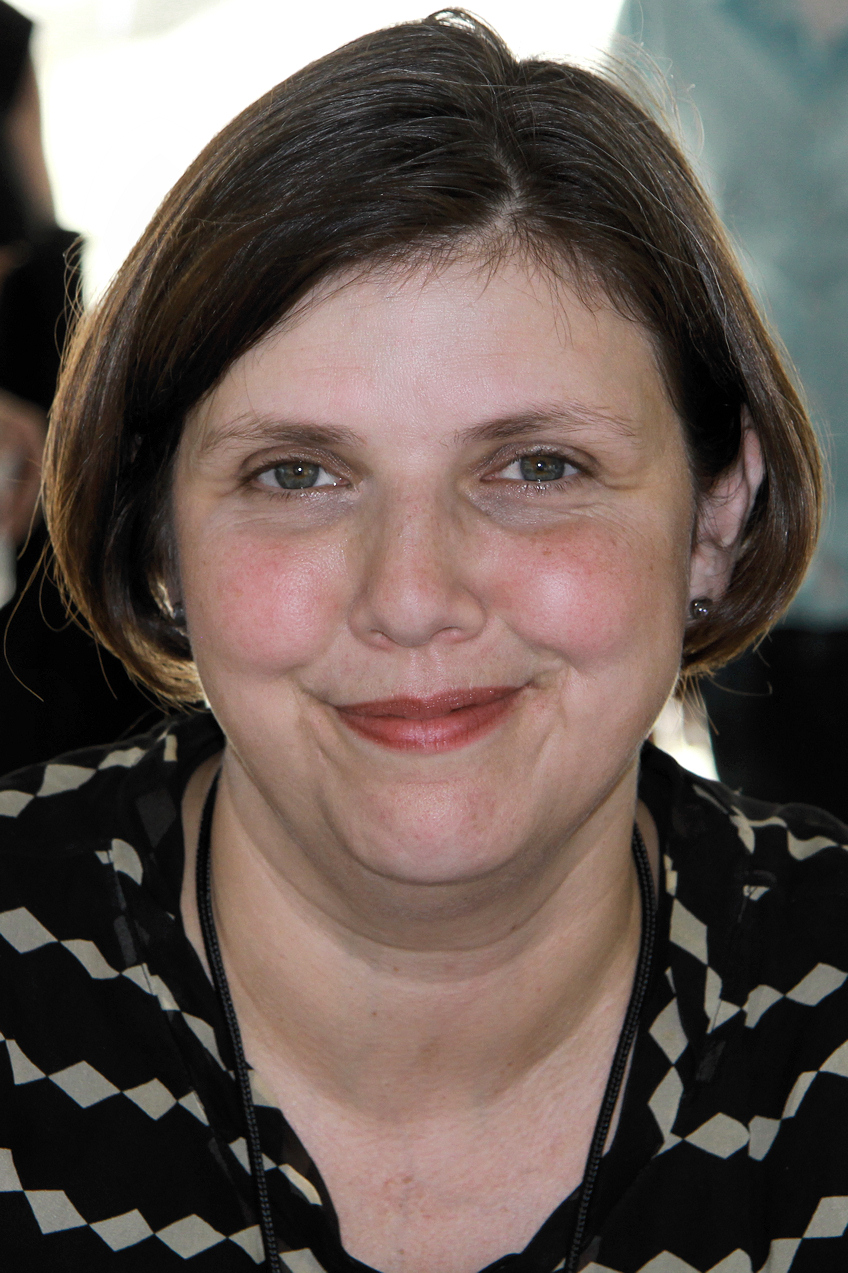
Jenny Offill (2014)

## Leben
Jenny Offill ist in Kalifornien und North Carolina aufgewachsen und studierte an der University of North Carolina at Chapel Hill. Sie lebt in Brooklyn und arbeitet als Literaturdozentin. Ihr erster Roman erschien 1999. Er wurde bei der New York Times unter den „notable books“ genannt und stand auf der Shortlist für Erstveröffentlichungen der Los Angeles Times. Sie schrieb danach einige Kinderbücher, die von Nancy Carpenter illustriert wurden. 2014 erschien ihr zweiter, „knapper“ Roman Dept. of Speculation. Es wurde in die Liste The New York Times Book Review’s 10 Best Books of 2014 aufgenommen und stand auf der Shortlist des Folio Prize 2015 sowie auf der Shortlist des International DUBLIN Literary Award 2016.
Offill war mit Elissa Schappell Herausgeberin zweier Essay-Anthologien: The Friend Who Got Away im Jahr 2005 und Money Changes Everything im Jahr 2007. Sie nimmt Lehraufträge am Brooklyn College, an der Columbia University und am Queens College wahr.

## Werke (Auswahl)
- Last things. New York : Farrar, Straus and Giroux, 1999
  - Annas kosmischer Kalender : Roman. Aus dem Amerikan. von Heidi Zerning. Frankfurt am Main : S. Fischer 1999
- 17 things I'm not allowed to do anymore. Illustrationen Nancy Carpenter. New York : Schwartz & Wade Books, 2007
- 11 experiments that failed. Illustrationen Nancy Carpenter. New York : Schwartz & Wade Books, 2011
- Sparky!. Illustrationen Chris Appelhans. New York : Schwartz & Wade Books, 2014
- Dept. of speculation. New York : Alfred A.Knopf, 2014
  - Amt für Mutmaßungen : Roman. Aus dem Engl. von Melanie Walz. München : Deutsche Verlags-Anstalt, 2014
- While you were napping. New York : Schwartz & Wade, 2014